# Tetraria bolusii
Tetraria bolusii är en halvgräsart som beskrevs av Charles Baron Clarke. Tetraria bolusii ingår i släktet Tetraria och familjen halvgräs. Inga underarter finns listade i Catalogue of Life.